# Schlosskirche (Lahm)

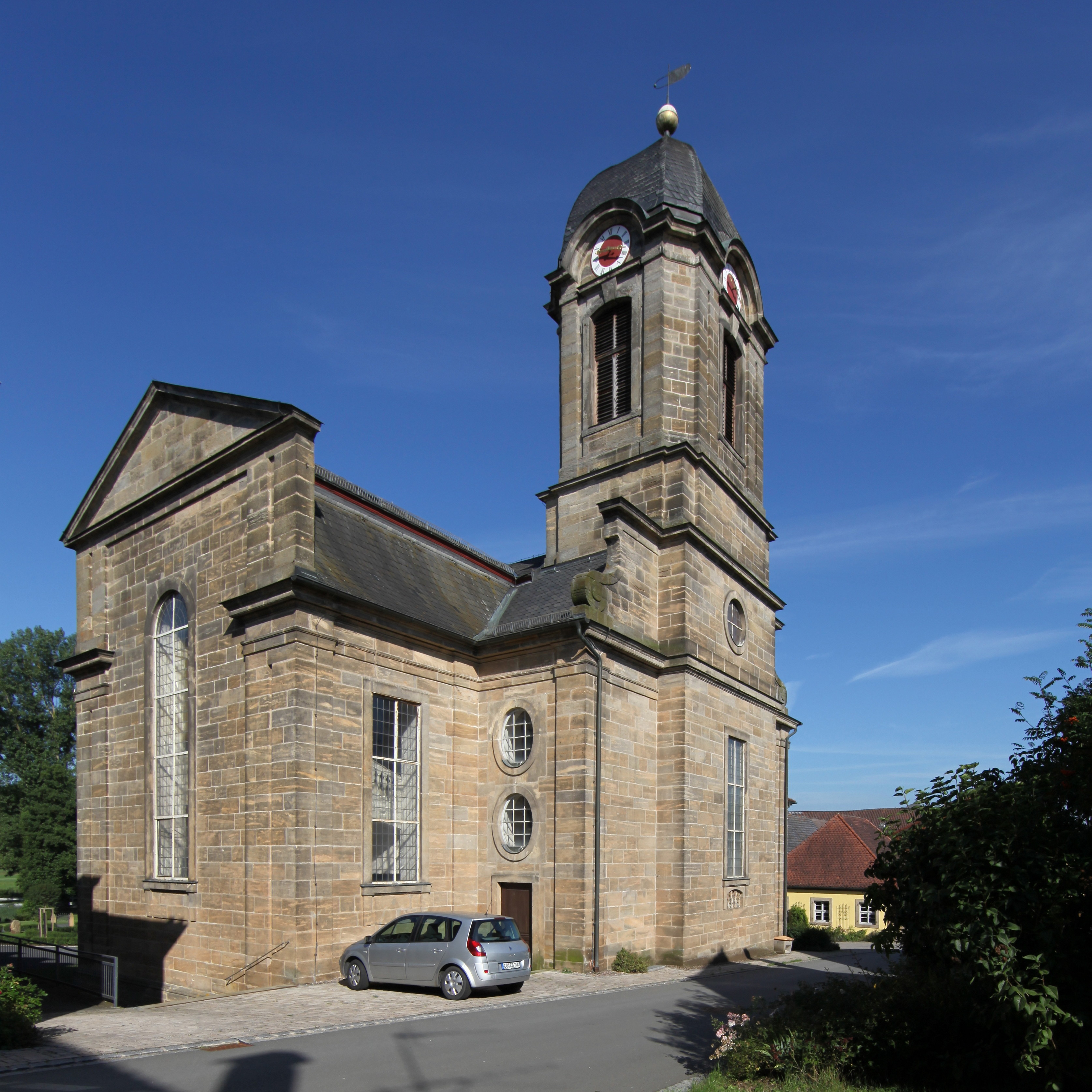
Schlosskirche in Lahm, Ostfassade

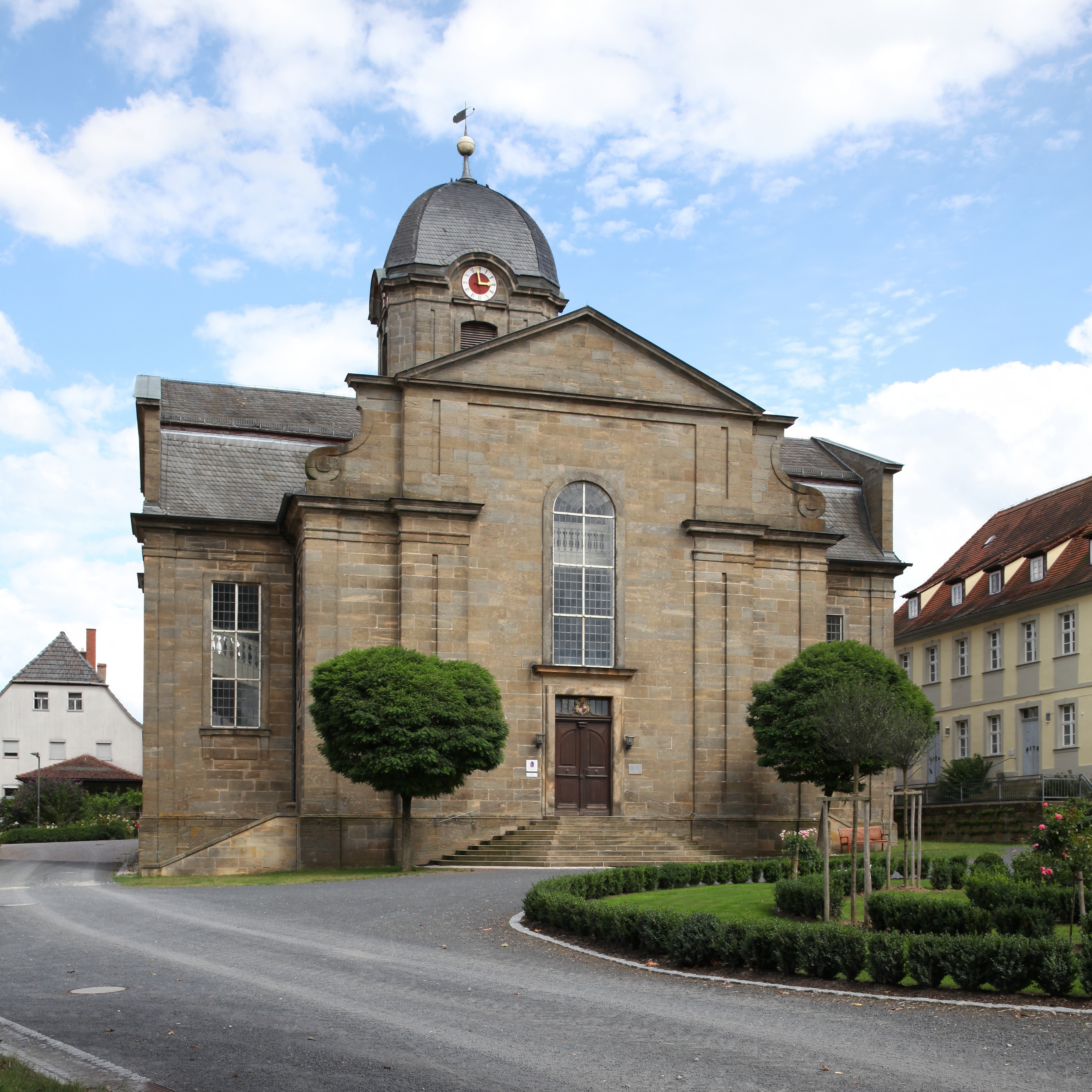
Westfassade

Die evangelisch-lutherische Schlosskirche Zur Heiligen Dreieinigkeit im oberfränkischen Lahm, einem Gemeindeteil von Itzgrund im Landkreis Coburg, stammt aus dem Jahr 1732.

## Baugeschichte
Erstmals 1477 ließen Heinrich Veit und Martin von Lichtenstein eine Schlosskapelle als Eigenkirche errichten. 1617/18 folgten die Verlängerung des Langhauses und der Bau eines Kirchturms, 1693 die Erhöhung des Langhauses und der Einbau von zweigeschossigen Emporen sowie einer Orgel.
Baufälligkeit und Platznot veranlasste Adam Heinrich Gottlob von Lichtenstein, nach dem Schloss den Neubau einer Hofkirche zu beauftragen. Da von Lichtenstein in Paris Architektur studiert hatte, wird angenommen, dass die Idee des Zentralbaus von ihm stammt. Der Ansbacher Hofbaudirektor Carl Friedrich von Zocha plante den Kirchenbau. Der Zimmermeister Johann Valentin Juchheim war an der Ausführung beteiligt. Die Sandsteinquader zum Kirchenbau stammten aus dem Hemmendorfer Steinbruch. Am 27. April 1728 wurden drei Grundsteine gelegt. Der erste Grundstein ist Jesus Christus gewidmet, „er allein soll der Grund dieser Kirche sein“. Die Widmung des zweiten lautete: „Gott lass unsern Lichtenstein alt und dauerhaftig sein“ und des dritten: „Gott lasse diesen Kirchenstein eine Zier des Landes, eine Freud der Christen sein“. Am 4. Mai 1732 war die Einweihung der neuen Kirche und der Herbstorgel, die der Lahmer Kantor Johann Lorenz Bach spielte.
Eine umfangreiche Instandsetzung ließ die Pfarrgemeinde 1978 bis 1981 durchführen. Dabei wurde auch die Orgel abgebaut.

## Baubeschreibung
Die das Ortsbild beherrschende Kirche steht westlich des Dorfes. Sie bildete mit dem benachbarten Schloss, dem Pfarrhaus und den ehemals zugehörigen Wirtschafts- und Verwaltungsgebäuden gegenüber dem sich östlich anschließenden Dorf einen geschlossenen, einst zentfreien Herrschaftsbezirk.
Die Quersaalkirche ist ein kreuzförmig angelegter, rund 26 Meter langer und 20 Meter breiter Zentralbau im französischen Barockstil. Er hat zwei kürzere Arme in der Ostwestrichtung, der Hauptrichtung, und zwei längere in der Nordsüdrichtung. In den Winkeln befinden sich die Treppenhäuser für die Emporen, die die West- und die Ostfassade verbreitern. Über dem östlichen Längsarm mit der Sakristei steht der Kirchturm. Die Gemeinde sitzt rechts und links des Altares, die Plätze der Herrschaften waren gegenüber dem Altar. Die Kirche hat rund 600 Sitzplätze.

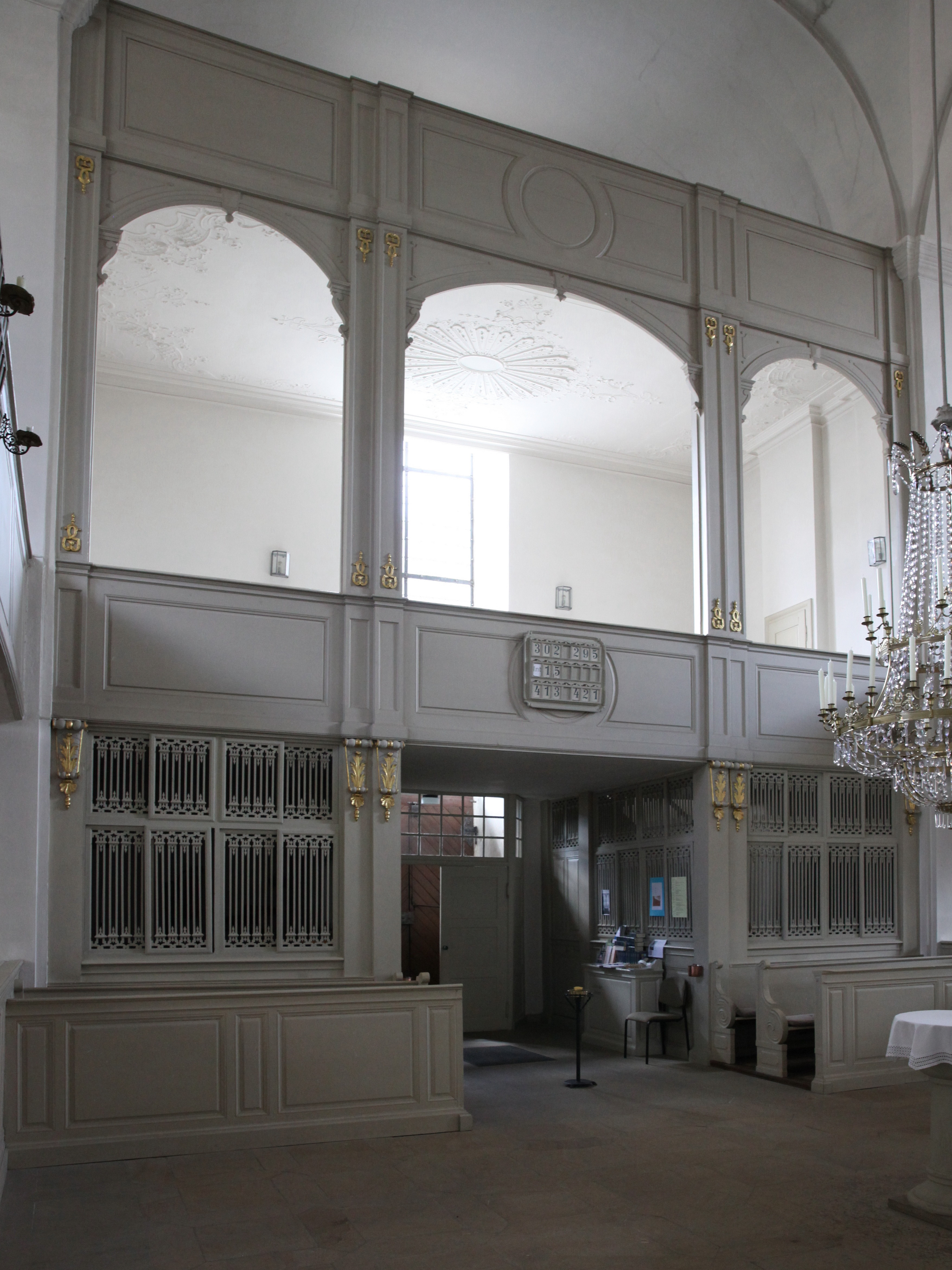
Westempore

Der Innenraum wird durch ein Mittelraumquadrat mit einem Kreuzgratgewölbe dreigeteilt und wirkt vor allem wegen der langen Längsarme als Quersaal. Die Querarme haben eingeschossige, brückenartige, hölzerne Emporen, die nach hinten ansteigen. Sie werden von Korbbogentonnen überspannt. Der Ostarm wird durch den freistehenden Altar und die darüber befindliche Kanzel sowie die dreiseitig hervortretende Orgelempore geprägt. Der Westarm enthält mittig den Eingang, flankiert von zwei mit Gitterrahmen abgeschlossenen Räumen, darüber ist eine zweigeschossige Empore, unten die hohe Fürstenempore. Die Westempore hat als Abschluss eine Arkade mit drei Stichbogen und Brüstungen mit profilierten, rechteckigen Rahmenfeldern, in den mittleren Feldern jeweils durch ein Kreismotiv verziert. Die Stuckarbeiten in der Loge, an der Decke in der Mitte sind ein ovaler Stern aus schmalen, eingezogen rundbogig schließenden Rahmenfeldern, umgeben von vier Kartuschen. Sie gestaltete vermutlich Georg Hennicke. Insgesamt ist der Innenraum durch eine strenge Gliederung und eine schlichte, fast schmucklose Ausstattung gekennzeichnet.
Die Fassade des unverputzten Sandsteinquaderbaus gliedern Lisenen an allen Gebäudekanten, die mit Sockel und Gebälk verkröpft sind. Ein Sockel mit einem Profilgesims umläuft das ganze Gebäude. Die Kreuzarme haben verschieferte Mansarddächer und an den Stirnseiten Dreiecksgiebel über großen Rundbogenfenstern, die bandgerahmt sind. An den Längsseiten der Querarme befindet sich jeweils ein rechteckiges Fenster.
Zu den vier Treppenhäusern führen Freitreppen bis in Sockelhöhe. Die Eingänge sind rechteckig und bandartig gerahmt. Die Belichtung erfolgt durch jeweils zwei hochovale Fensteröffnungen über der Eingangstür. Das Hauptportal in der Westfassade ist wie die Nebeneingänge gestaltet. Über der Tür befinden sich eine Kartusche mit dem Wappen derer von Lichtenstein und ein großes Fenster mit einem Verdachungsgesims.
Über dem Ostgiebel steht der Kirchturm mit einer vierseitigen Sockelzone, gefolgt von einem hohen, abgefasten Geschoss mit Ecklisenen und großen, stichbogigen Schallöffnungen auf jeder Seite, die bandgerahmt und mit einem Scheitelstein versehen sind. Den oberen Abschluss bildet eine abgefaste, vierkantige, knappe Haube mit Schieferdeckung, Kugelknauf und Spitze. Im Turm hängen drei 1780 gegossene Glocken.
Unter der Kirche befindet sich eine Gruft mit 42 gemauerten Grablegen, von denen 22 mit Familienmitgliedern derer von Lichtenstein belegt sind. Der rechteckige Raum wird von vier Kreuzgratgewölben überspannt. Eine beim Bau der Fundamente gefundene Quelle wurde gefasst und kanalisiert. Das Wasser fließt in den Schlossteich.

## Ausstattung
Die hölzerne, rechteckige Kanzel ist bauzeitlich. Die Brüstungsfelder sind schlicht gestaltet, der Zugang erfolgt von der rückwärtigen Seite über die Sakristei.
Der Taufstein aus Sandstein wird auf 1850/60 datiert. Der Kronleuchter aus Messing mit Kristallglasketten stammt von 1790/1800 und war ursprünglich im Schloss Ehrenburg in Coburg.
In der Kirche steht an der Südseite eine Grabplatte für Clara Elisabetha Westett († 1692) und ihren Ehemann Johann Weststett, „gewesener königlich schwedischer Leutnant zu Bfert unter Herrn General Graffens von Königsmarck Leipregiment“ († 1692). An der Nordseite befindet sich eine Grabplatte für Johann Conrad Wolffhardt († 1692), „Gewesener Hochadelicher Lichtenstein. Geschlechts Verwalter und Notari“. Ein Grabstein für Johann Lorenz Bach, von 1718 bis 1773 Organist, Kantor und Schulmeister in Lahm, Großcousin von Johann Sebastian Bach, steht am inneren Aufgang zur Fürstenempore.

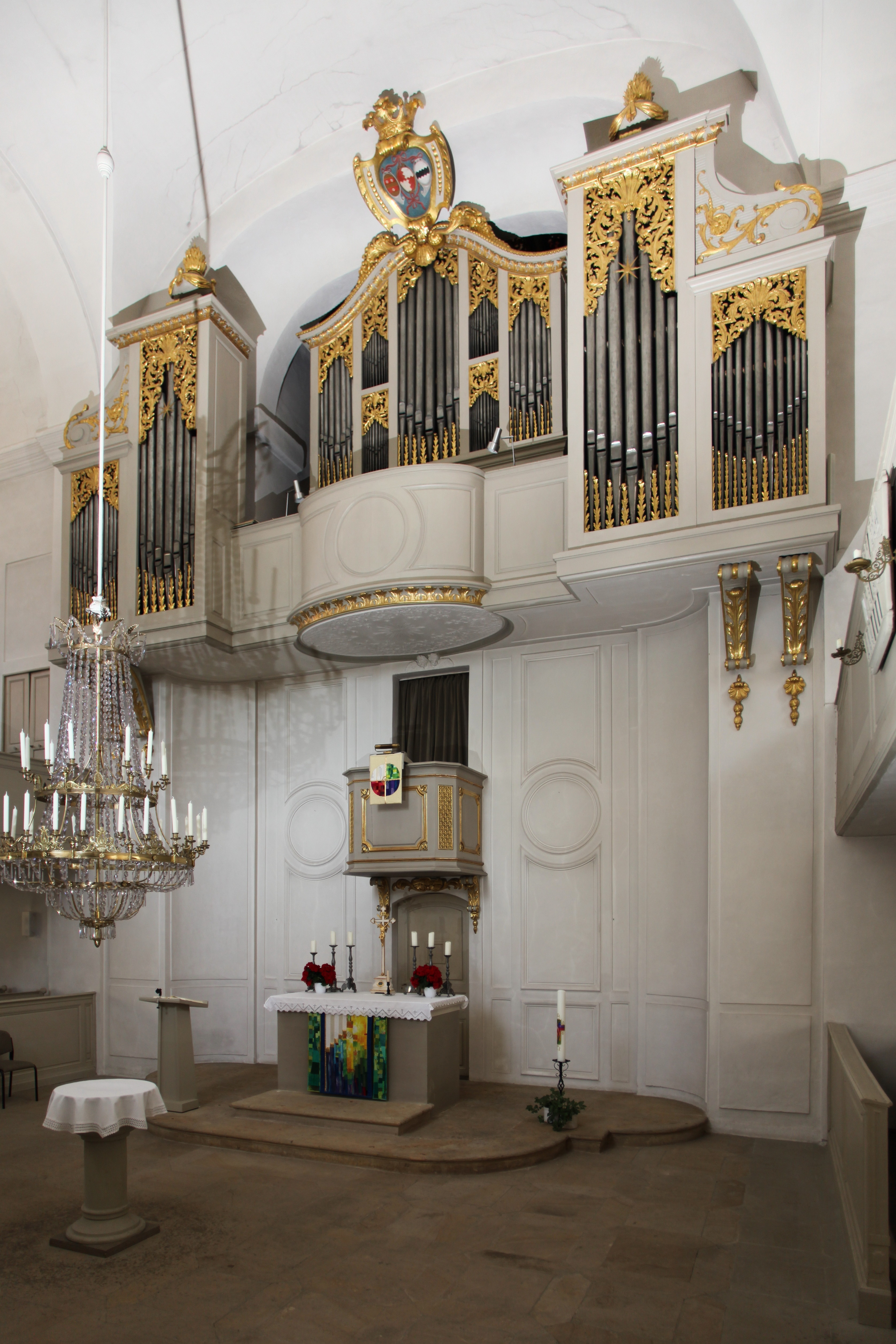
Kanzelaltar und Herbstorgel

## Orgel
Über dem Kanzelaltar befindet sich eine weitgehend im Originalzustand erhaltene bauzeitliche Orgel von Heinrich Gottlieb Herbst aus Halberstadt. Sie hat zwei Manuale und Pedal sowie 29 klingende Register. Der Orgelprospekt besteht aus drei Teilen. Der Mittelteil (Oberwerk) ist zurückgesetzt und hat drei große und vier kleine Pfeifenfelder in vierachsiger Anordnung. Im Scheitel befindet sich eine Kartusche mit den Wappen des Bauherrn (in der Mitte) und seiner beiden ersten Ehefrauen, Anna Ursula von Alvensleben und Carolina Juliana Voit von Salzburg. Seitlich steht auf doppelten Konsolen vorgezogen je ein Gehäuseteil mit kleinem äußeren und großem inneren Pfeifenprospekt. In diesen seitlichen Pfeifenfeldern befindet sich ein Teil des Pedalwerks und des Hauptwerks. An der rückseitigen Wand befindet sich eine zweite Windlade mit den restlichen Pedalregistern inklusive des mächtigen Posaunenbasses 32 Fuß.

## Pfarrei
Neben der Schlosskapelle gab es in Lahm auf dem Friedhof an der alten Geleitstraße von Bamberg nach Coburg eine weitere Kapelle, St. Leonhard, die 1819 wegen Baufälligkeit abgerissen wurde. Die Kapellen waren der Pfarrei Mürsbach unterstellt. 1552 hatten die Freiherren von Lichtenstein die Reformation eingeführt. Dies galt anfangs nur für den Bereich des Schlosses. 1650 wurde die Schlosspfarrei errichtet, die das Dorf nicht mit einbezog. Ab 1807 wurde das Dorf Lahm zusammen mit den Nachbarorten Pülsdorf, Kaltenherberg und Hemmendorf von Mürsbach ausgegliedert und der Schlosspfarrei zugeordnet. Im 19. und 20. Jahrhundert wurde der Kirchensprengel der evangelischen Pfarrei Lahm im Itzgrund um die mehrheitlich katholischen Nachbarorte Mürsbach, Birkach, Freiberg, Poppendorf und Gleusdorf vergrößert. Die Gemeinde hat rund 570 Mitglieder und gehört zum Dekanat Michelau.